# Села (Вашингтон)
Села (англ. Selah) — місто (англ. city) в США, в окрузі Якіма штату Вашингтон. Населення — 8153 особи (2020).

## Географія
Села розташована за координатами 46°38′50″ пн. ш. 120°32′20″ зх. д. / 46.64722° пн. ш. 120.53889° зх. д. (46.647287, -120.538879).  За даними Бюро перепису населення США в 2010 році місто мало площу 11,70 км², з яких 11,49 км² — суходіл та 0,21 км² — водойми.

## Демографія
Згідно з переписом 2010 року, у місті мешкало 7147 осіб у 2658 домогосподарствах у складі 1861 родини. Густота населення становила 611 особа/км².  Було 2759 помешкань (236/км²).
Расовий склад населення:
| - 85,8 % — білих - 1,3 % — корінних американців - 0,7 % — азіатів - 0,5 % — чорних або афроамериканців - 0,2 % — вихідців з тихоокеанських островів - 8,4 % — осіб інших рас |

До двох чи більше рас належало 3,1 %. Частка іспаномовних становила 16,4 % від усіх жителів.
За віковим діапазоном населення розподілялося таким чином: 29,6 % — особи молодші 18 років, 60,3 % — особи у віці 18—64 років, 10,1 % — особи у віці 65 років та старші. Медіана віку мешканця становила 31,5 року. На 100 осіб жіночої статі у місті припадало 93,1 чоловіків;  на 100 жінок у віці від 18 років та старших — 90,4 чоловіків також старших 18 років.
Середній дохід на одне домашнє господарство  становив 62 730 доларів США (медіана — 49 415), а середній дохід на одну сім'ю — 68 421 долар (медіана — 49 788). За межею бідності перебувало 11,1 % осіб, у тому числі 17,6 % дітей у віці до 18 років та 2,9 % осіб у віці 65 років та старших.
Цивільне працевлаштоване населення становило 3500 осіб. Основні галузі зайнятості: освіта, охорона здоров'я та соціальна допомога — 23,9 %, роздрібна торгівля — 16,1 %, публічна адміністрація — 12,9 %.